# Детский секрет
«Детский секрет» (фр. L'Enfant du secret) — франко-бельгийский исторический телефильм, премьера которого состоялась в 2006 году в Бельгии и во Франции на канале France 2 в январе 2007 года. В основу сценария легло реальное судебное разбирательство XVIII века, сохранившееся в исторической хронике как «Дело Солара».

## Сюжет
1774 год, Франция. В училище для глухонемых детей аббата Де л’Эпе привозят 14-летнего мальчика с потерей памяти. Аббат обучает названного Жозефом юношу с нуля и в скором времени получает результат. Жозеф пишет на школьной доске имя SOLAR. Аббат обращается к властям, доказывая правдивость слов подопечного, рассказавшего ему о своем похищении, и получает доступ в имение Солар, где ведет разговор с графиней де Солар и её управляющим месье Кюзо, которого он подозревает в попытке избавиться от ребёнка, который на самом деле является юным графом де Солар.
Дело доходит до суда. Адвокат решительно утверждает, что глухонемые дети сродни животным и их словам верить неразумно. Аббат произносит речь, доказывающую обратное. На допрос вызывают Жозефа, который с помощью сурдоперевода Мари Де л’Эпе, доказывает, что ему присущ и интеллект, и живой ум, и он может отличить правду от лжи. Под давлением адвоката, повторяющего ему вопрос «является ли графиня Солар его матерью», Жозеф невольно задумывается, стоит ли пытаться доказать родство с женщиной, которая так рьяно от него отказывается. Мальчик покидает зал суда и процесс продолжается уже без него. Графиня понимает, что сын от неё отказался, и признается судье, что лгала и мальчик действительно её ребёнок.
Жозеф бродит по округе, попадая в неприятности из-за своей глухоты. Аббат утешает графиню, и обещает найти её сына, но графиня находит Жозефа сама. На следующий день аббат привозит мальчика в имение Солар, обращая внимание юноши, что ему нужно понять и простить свою мать.

## В ролях
- Мишель Омон — аббат Де л’Эпе
- Фанни Коттансон — Мари Де л’Эпе
- Клэр Боротра — графиня Солар
- Ивон Бак — месье Кюзо
- Джошуа Джальвез — Жозеф